# Liste des ordres, décorations et médailles de la Tunisie

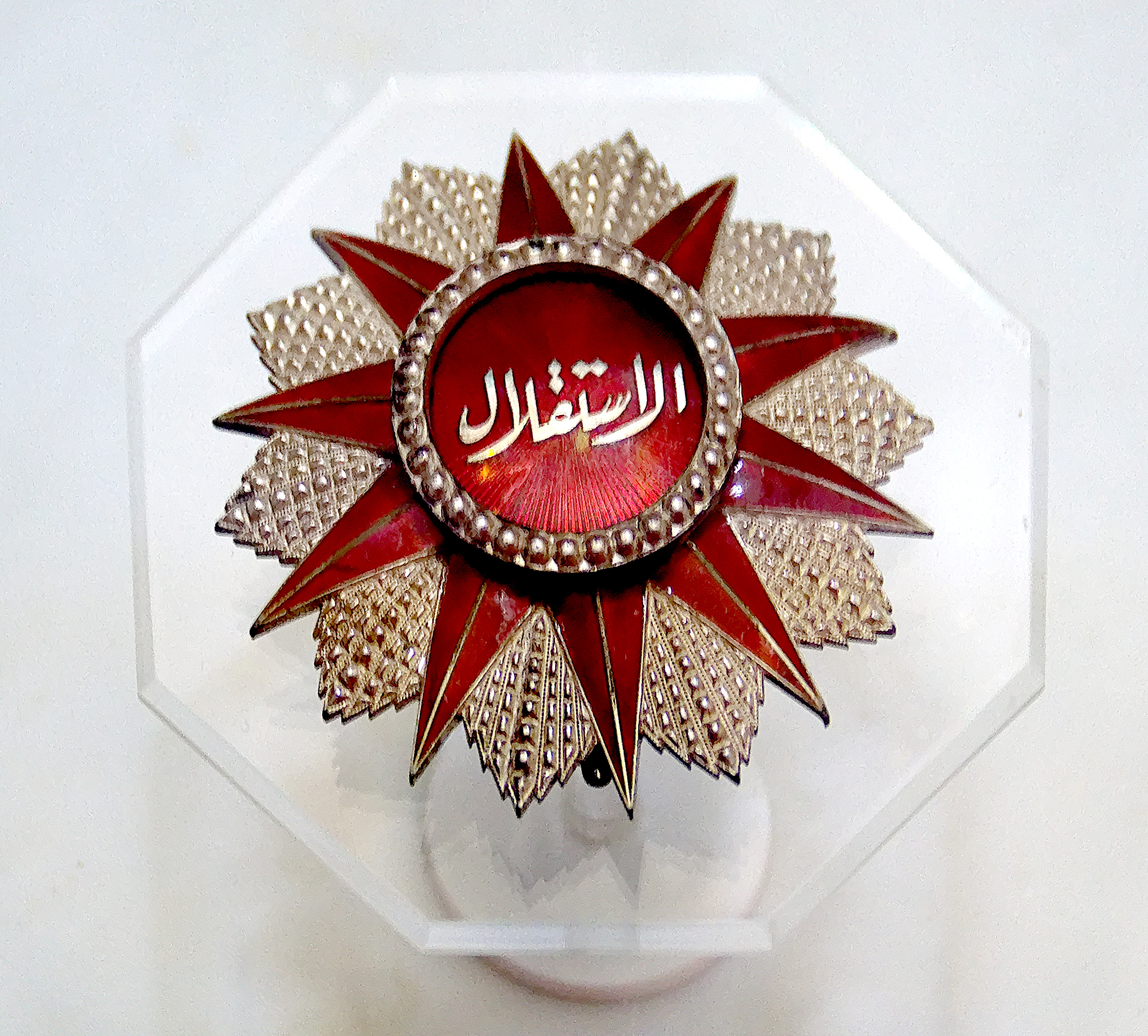
Ordre de l'Indépendance de Tunisie.

Les ordres, décorations et médailles de la Tunisie comprennent un système par lequel les citoyens et militaires tunisiens sont récompensés pour leur courage, leur réussite ou leur service envers le pays. Il comprend principalement des ordres honorifiques.

## Ordres nationaux
Les ordres nationaux sont constitués des hauts ordres nationaux et de l'ordre national du mérite. Il se divisent en cinq classes :
- Classe majeure : grand cordon ;
- Première classe : grand officier ;
- Deuxième classe : commandeur ;
- Troisième classe : officier ;
- Quatrième classe : chevalier.

### Hauts ordres nationaux
Les hauts ordres nationaux sont les suivants :
- Ordre de l'Indépendance (1956) ;
- Ordre de la République (1959) ;
- Ordre de la Loyauté et du Sacrifice (2017)[1].

### Ordre national du Mérite
L'ordre national du Mérite est attribué pour récompenser ceux qui se sont distingués dans l'accomplissement d'un service public ou l'exercice d'une activité privée et qui ont contribué par leur compétence et leur dévouement au développement du pays et à la consolidation de ses institutions.
Les secteurs et domaines d'activités couverts par l'ordre du Mérite sont les suivants :
- Ordre du Mérite sportif (1957) ;
- Ordre du Mérite culturel (1966) ;
- Ordre du Mérite agricole (1971) ;
- Ordre du Mérite artisanal (1971) ;
- Ordre du Mérite maritime (1974) ;
- Ordre du Mérite pour l'enseignement (1979) ;
- Ordre du Mérite de la Jeunesse (1981) ;
- Ordre du Mérite académique (1985).

## Médaille du Travail
La médaille du Travail comprend cinq échelons :
- Médaille d'or, qui est accordée sans conditions et à titre exceptionnel à certaines personnes ayant rendu des services éminents dans le domaine du travail ;
- Échelon majeur (Médaille d'or), qui est accordé après 30 ans de services effectifs ;
- 1er échelon (Médaille de vermeil), qui est accordé après 25 ans de services effectifs ;
- 2e échelon (Médaille d'argent), qui est accordé après 20 ans de services effectifs ;
- 3e échelon (Médaille de bronze), qui est accordé après 15 ans de services effectifs.

## Médailles particulières
- Médaille militaire ;
- Médaille d'honneur des forces de sécurité intérieure ;
- Médaille d'honneur des douanes.

## Anciens ordres

### Ordres beylicaux

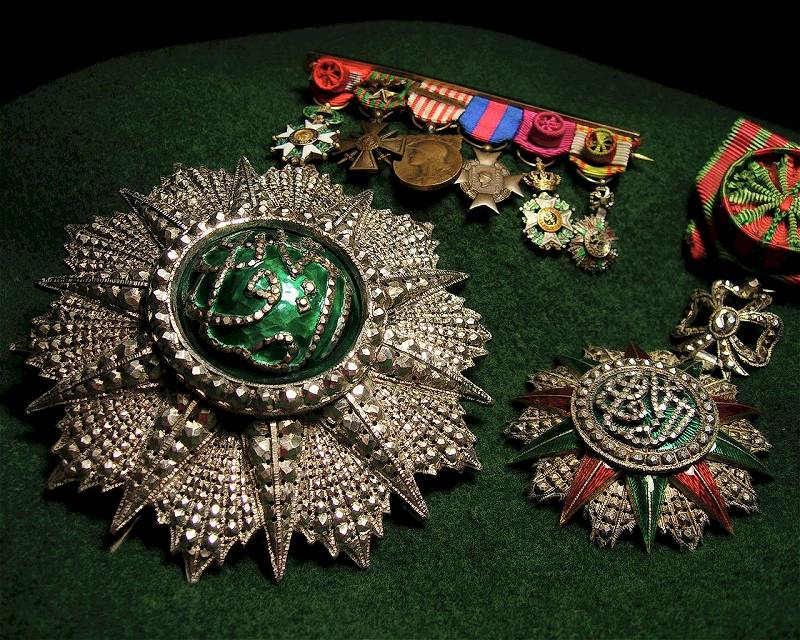
Diverses insignes du Nichan Iftikhar, l'un des ordres beylicaux.

Les beys de Tunis ont institué des ordres à l'image du modèle européen à partir du XIXe siècle :
- Ordre du Sang ou Nichan ad-Dam (1840-1957) ;
- Ordre de la Fierté ou Nichan Iftikhar (1837-1957) ;
- Nichan Ahed el-Aman el-Mourassa (1874-1957) ;
- Ordre de l'Alliance fondamentale ou Nichan Ahed el-Aman (1860-1957) ;
- Ordre d'Abdu'l-Kedir ou Nichan el-Abdu'l-Kadir (1911)[réf. nécessaire] ;
- Ordre de Nazir ou Nichan an-Nazir (1912)[réf. nécessaire] ;
- Ordre de la Couronne de Tunisie ou Nichan Al Taji Tunisia (1956)[réf. nécessaire].

Le Premier ministre Habib Bourguiba met fin à la monarchie après l'indépendance vis-à-vis de la France obtenue le 20 mars 1956 : le bey est destitué le 25 juillet 1957 et la République tunisienne proclamée.
En 1959, la loi n°32 réorganise l'ordre de l'Indépendance, supprime les ordres beylicaux et interdit le port de certaines décorations beylicales à leurs titulaires tunisiens.

### Ordres, décorations et médailles républicains
- Ordre du 7-Novembre (1988-2011)[4];
- Médaille commémorative de la bataille de l'évacuation de Bizerte (1963)[5].